# Церковь Собора Иоанна Предтечи (Сумароково)
Церковь Собора Иоанна Предтечи (Предтеченская церковь) — православный храм в деревне Сумароково Рузского района Московской области, подворье Новоспасского ставропигиального монастыря Русской православной церкви.

## История

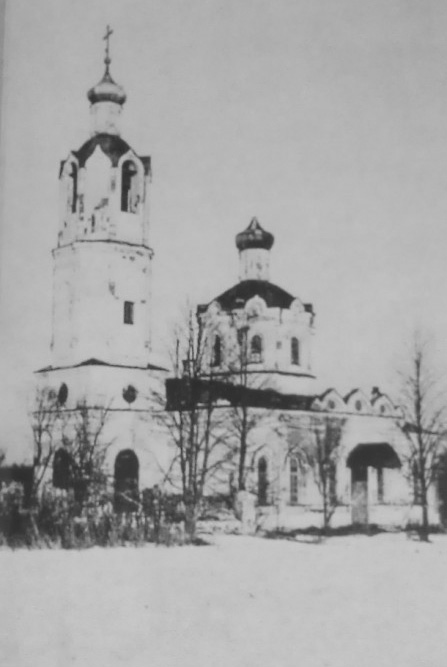
Храм в 1941 году

Первое сведение о существовании церкви в селе Ащерино (вошло в состав поселка Сумароково в советское время) имеются в приходной окладной книге Патриаршего казенного приказа за 1644 год — в ней значится церковь Иоанна Предтечи с приделом Николая Чудотворца. В 1782 году была построена новая деревянная церковь в честь Собора Предтечи и Крестителя Господня Иоанна с приделом святителя Николая Чудотворца. А в 1873 году был отстроен новый каменный храм, кирпичное здание которого представляло собой четырёхстолпную однокупольную церковь в русском стиле. К Предтеченской церкви была приписана одна часовня (её название неизвестно).
Пережив Октябрьскую революцию, церковь была закрыта советскими властями в 1930-х годах, её колокольня разрушена. Также подверглась разрушению во время оккупации деревни немцами в период Великой Отечественной войны. После войны храм находился в заброшенном состоянии. Снова был открыт в конце 1990-х годов, и в 2005 году был приписан к московской Пантелеймоновской церкви при ЦКБ № 1 ОАО «РЖД». С января 2014 года Предтеченская церковь находится в составе подворья Новоспасского монастыря. Настоятель церкви — иеромонах Сергий (Филиппов). Главный престол храма и его приделы по настоящее время не освящены.
В 2008 году реставрационные работы в храме проводил архитектор Борис Савин. В 2016—2018 годах были проведены работы по усилению фундамента, устройстве гидроизоляции, покрытию пола керамогранитной плиткой, а также реставрация кирпичной кладки стен (их оштукатуривание и окраска).
Храм является объектом культурного наследия регионального значения (Постановление Правительства Московской области от 15.03.2002 г. № 84/9).

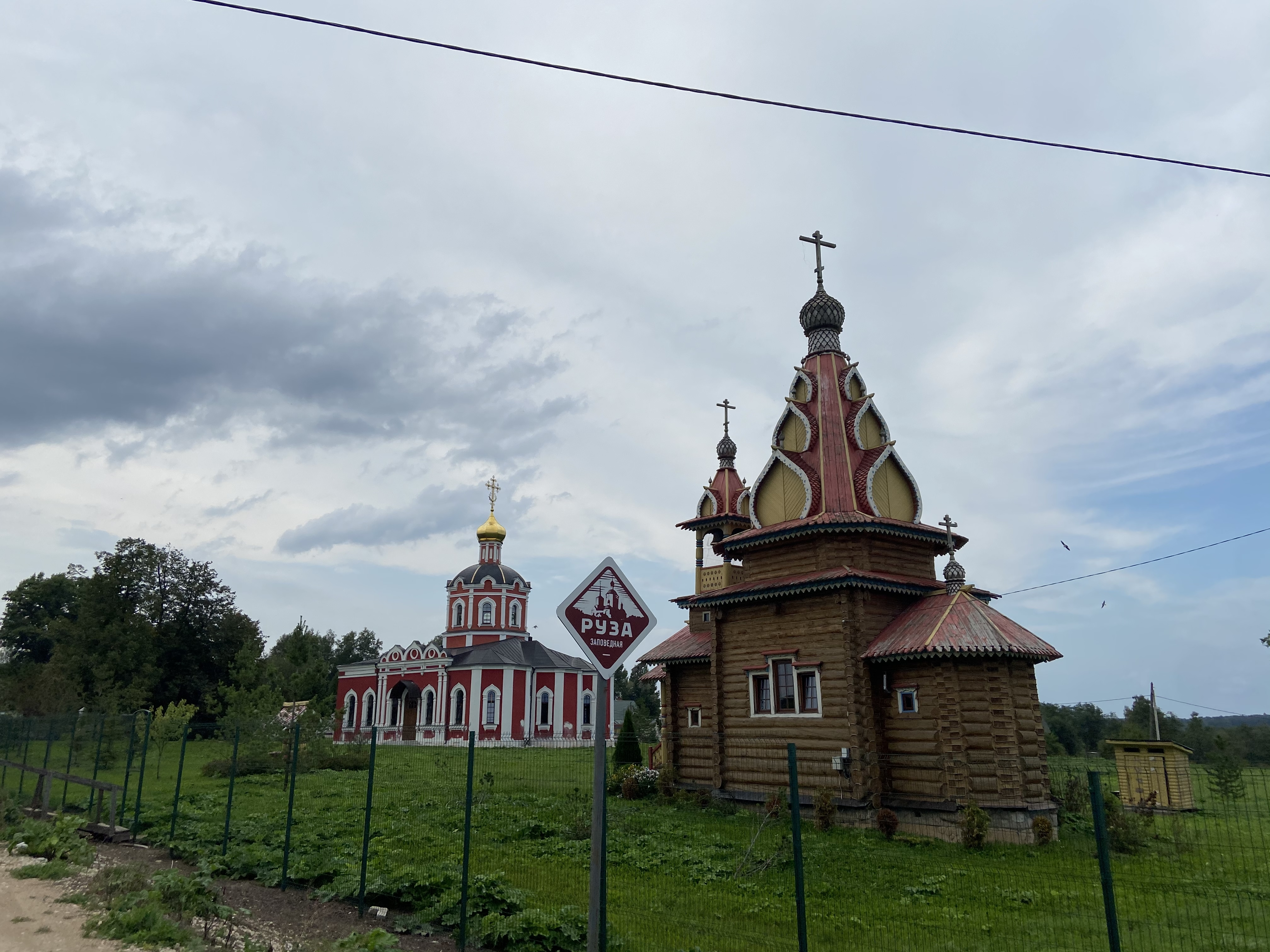